# Rostraknäbb
Rostraknäbb (Timeliopsis griseigula) är en fågel i familjen honungsfåglar inom ordningen tättingar.

## Utseende och läte
Rostraknäbben är en medelstor honungsfågel. Ovansidan är varmbrun, undersidan orangebrun. Benen är skäraktiga, ögat ljust rödaktigt och näbben dolkformad. Arten har liknande färg och form som flera törntrastar, liksom bulbylhonungsfågel, men rostraknäbben haurskiljer sig genom  tunnare och vassare näbb och det rödaktiga ögat. Sången består av en fallansde serie med stigande visslingar, medan lätet återgest som ett "whip!".

## Utbredning och systematik
Rostraknäbb delas in i två underarter med följande utbredning:
- T. g. griseigula – Västpapua (Vogelkophalvön till Weylandbergen)
- T. g. fulviventris – bergstrakter på sydöstra Nya Guinea

## Levnadssätt
Rostraknäbben är en ovanlig fågel i låglänta skogar. Den ses söka bland döda löv efter insekter. Fågeln deltar ofta i kringvandrande artblandade flockar.

## Status
Arten har ett stort utbredningsområde och beståndet anses vara stabilt. Internationella naturvårdsunionen IUCN listar den därför som livskraftig (LC).